# Johannes Block
Johannes Block född 17 november 1894 i Büschdorf nära Halle an der Saale, död 26 januari 1945 vid Kielce i Polen, var en tysk militär som förde befäl under andra världskriget. Han befordrades till generalmajor 1942 och till general i infanteriet 1944. Han erhöll Riddarkorset av järnkorset med eklöv 1943.

## Befäl
- I. bataljonen vid 4 infanteriregementet februari 1937 till maj 1940
- 202. infanteriregementet mars 1940 – maj 1942
- 294. Infanterie-Division maj 1942 – december 1943.
- Under tiden december 1943 – juni 1944 hade Block kortvariga kommenderingar som befälhavare för olika förband.
- LVI. Panzerkorps juni 1944 – januari 1945  och stupade i strid vid Baranov-brohuvudet 26 januari.